# Bien national

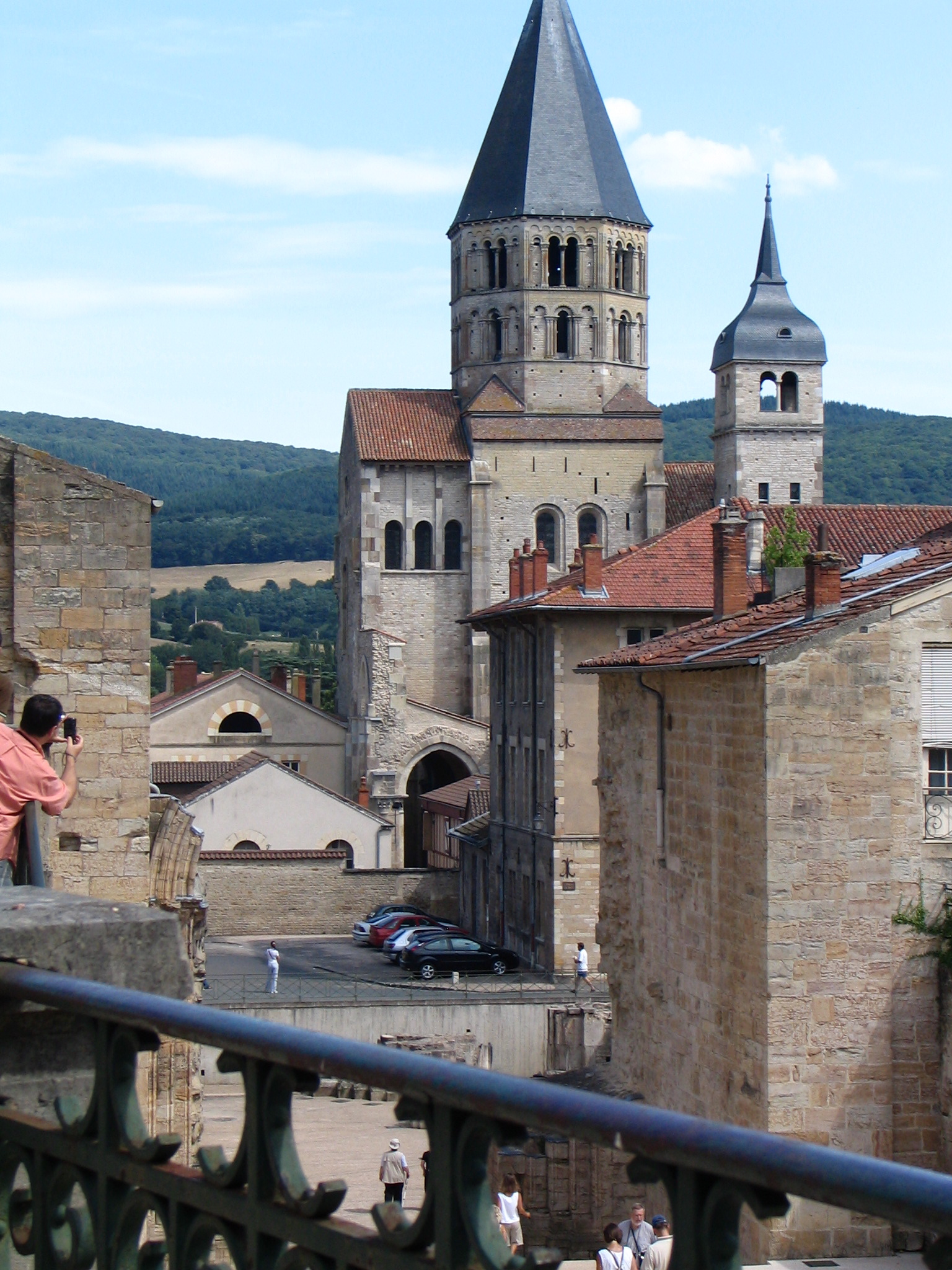
L'abbaye de Cluny, en Bourgogne, a été vendue comme bien national.

Les biens nationaux ou  domaines nationaux sont les biens, mobiliers et immobiliers, de l’Église, de la Couronne, et de certains nobles qui, dans les premiers mois de la Révolution française, sont légalement confisqués, puis vendus, pour résoudre la crise financière de 1788, qui a causé la Révolution. Ils consistent en objets mobiliers et bâtiments, terres agricoles, mines, bois et forêts. La confiscation s'appuie sur le décret du 2 novembre 1789. La vente s'appuie sur la loi du 9 juillet 1790.
La notion de bien national est ensuite étendue aux biens des émigrés et des suspects, qui sont confisqués à partir du 30 mars 1792, puis vendus après le décret du 27 juillet. L'un des objectifs est de représenter une caution pour les assignats.
Les aliénations ont commencé à la fin de 1790 et se sont achevées à l'automne 1795, date fixée pour leur suspension. Quelques districts ont cependant prolongé leur action de quelques semaines. Elles reprennent au printemps 1796 selon la législation de ventôse IV, pour s'achever à des dates fort variables, la Seine-et-Marne n'en terminant qu'en 1867. « L'histoire de la Révolution française ne consiste souvent qu'en guerres extérieures et civiles, faits et gestes des assemblées, des clubs et de la commune ; mais dans toute la France et dans les provinces, les derniers mois de 1790 à la fin de 1793 épargnées par la guerre civile, la vente des biens nationaux fut le principal événement politique de cette période ».

## La dette
Au moment de la Révolution française, la dette de l'État sous forme d'emprunts publics viagers avait dépassé depuis 1787 les quatre milliards de livres (plus de 80 % du PIB d'après des estimations) et les recettes fiscales étaient à l'époque d'environ 500 millions, alors que les dépenses étaient estimées à plus de 630 millions. Les intérêts à payer s'élevaient à 42 % des recettes fiscales de l’État.
Le déséquilibre budgétaire, qui atteint 61 millions de livres en octobre 1789, provenait d'une part des dépenses très importantes occasionnées par la guerre d'indépendance des États-Unis, et le paiement des intérêts des emprunts précédents (plus de 50 % des recettes fiscales), d'autre part d'une insuffisance des recettes. Il était dénoncé que les nobles ne payaient pas la taille destinée à financer l'armée royale puisqu'ils lui devaient un service militaire personnel, mais c'était surtout le fait que la classe la plus fortunée, les bourgeois des grandes villes comme Paris et Lyon, s'étaient vus accorder les mêmes privilèges fiscaux que la noblesse.
La Révolution commencée, Jacques Necker lance un emprunt viager de trente millions de livres avec des intérêts très élevés, mais ne récolte que 2,5 millions. On demande alors à la Nation d'effectuer des dons patriotiques, mais les recettes restent très symboliques.
Devant le risque de banqueroute qui ferait perdre leur fortune aux souscripteurs des emprunts, lesquels étaient presque exclusivement la bourgeoisie de robe, d'affaire et de finance dont étaient issus tous les députés du Tiers État, l'Assemblée nationale proclame que la Dette était la chose la plus sacrée, et décida "d'assigner" tous les biens immobiliers du Clergé en garantie de leur remboursement qui se ferait par l'échange contre des nouveaux titres ou billets imprimés qui prirent le nom d'assignats. Comme la valeur des biens fonciers du Clergé pris en hypothèque représentait entre cinquante et cent fois le montant des emprunts en cours, on imprima beaucoup plus de billets assignats pour financer les dépenses de l'État, des ministères, des départements, de l'armée.
Lorsque la quantité massive d'assignats mis en circulation commença à faire baisser leur valeur et courir le risque d'une nouvelle banqueroute, l'Assemblée nationale décida de saisir tous les biens du Clergé et de les mettre en vente, en donnant préférence aux détenteurs d'assignats.
La vente des biens fonds et des immeubles du clergé eut pour effet de priver à la fois de financement et de locaux, non seulement les anciennes abbayes supprimées, mais toutes les institutions scolaires, sociales, hospitalières, universitaires qui en dépendaient, en sorte que le gouvernement fut contraint, soit d'en faire supporter les charges par le budget de l'État, soit de les fermer, ce qui fut le cas des universités, des collèges et de nombreux hôpitaux dont les bâtiments et le capital foncier furent vendus comme biens nationaux et payés en assignats.

## Chronologie
- 2 novembre 1789 : décret de l'Assemblée constituante déclarant que les biens du clergé sont « mis à la disposition de la Nation » (cathédrales, églises, chapitres, biens et bien-fonds des paroisses, des ordres monastiques et des communautés religieuses).
- 19 et 21 décembre 1789 : décrets mettant en vente les biens du clergé et le domaine de la Couronne, jusqu'à la limite de 400 millions de livres. Il est prévu de conserver certaines forêts, et les forêts et résidences royales qui seront inscrites sur la liste civile.
- 19 décembre 1789 : création de l'assignat gagé sur les « biens nationaux ».
- 21 décembre 1789 : sont aussi compris dans les « biens nationaux » les biens du domaine de la couronne (grands et petits domaines), les manufactures royales ; s'y ajouteront les biens des communautés de métiers qui ont toutes été supprimées, de l'ordre de Saint-Jean de Jérusalem, des confréries charitables qui ont toutes été supprimées (à l'exception des clubs et des francs-maçons), des établissements d'instruction (1792), des maisons de charité et des hôpitaux, des fabriques (1795).
- 14 mai 1790 : décret fixant les modalités de vente des biens nationaux. Ils sont vendus aux particuliers, par des enchères tenues dans les chefs-lieux de districts. Le prix de vente est payable en 12 ans. Le morcellement des biens est préconisé.
- 25 juin 1790 : décret étendant la vente des biens nationaux au-delà des 400 millions de livres initialement prévues.
- 15 août 1790 : Claude-Pierre de Delay d'Agier, député de la noblesse de la province du Dauphiné, fait prendre un décret pour l'accélération de la vente des biens nationaux.
- 26 mai 1791 : l'Assemblée fixe la liste des résidences que le roi pourra conserver au titre de la liste civile : palais du Louvre, Tuileries et les châteaux de Versailles, Saint-Cloud, Saint-Germain-en-Laye, Rambouillet, Fontainebleau, Compiègne et Pau, ainsi que les domaines et les bois qui en dépendent. Ces dépendances produisent un revenu annuel d’un million de livres.
- 2 et 17 novembre 1791 : décrets changeant les modalités de vente des biens nationaux : ceux-ci doivent être vendus par domaine entier, voire en favorisant les regroupements de lopins. Ces décrets favorisent la bourgeoisie dans l'acquisition des biens nationaux.

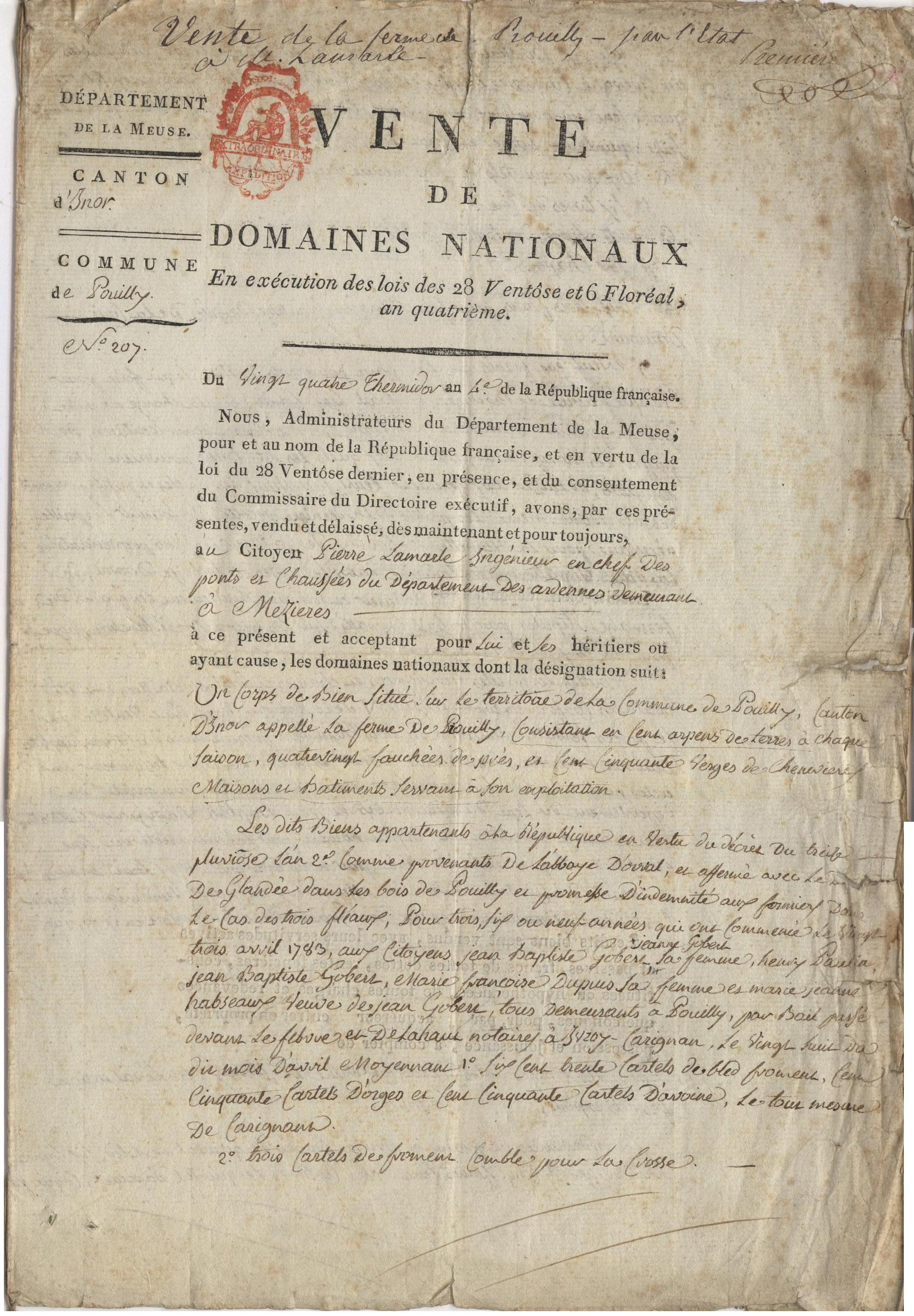
Exemple de vente de biens confisqués aux émigrés.

- 30 mars 1792 : décret confisquant les biens des émigrés ayant quitté la France depuis le 1er juillet 1789.
- 27 juillet 1792 : décret de vente des biens des émigrés. Les modalités de leur vente sont différentes : le décret du 14 août, proposé par François de Neufchâteau, fixe la taille des lots entre deux et quatre arpents, et payables par une rente perpétuelle. Cependant, l'acheteur pouvant racheter cette rente est préféré, ce qui avantage une nouvelle fois les plus fortunés. Finalement, la limite des 4 arpents est abandonnée par le décret du 2 septembre.
- 11 novembre 1792 : décret suspendant jusqu'à nouvel ordre la vente des biens des émigrés.
- 8 mars 1793 : décret déclarant aussi biens nationaux les écoles et collèges des villes, des paroisses et des communautés religieuses, des universités.
- 24 avril 1793 : les coalitions d’acheteurs sont interdites : elles permettaient à des paysans peu fortunés d'acquérir un bien et de se le partager ensuite.
- 3 et 10 juin 1793 : décrets imposant le lotissement des biens des émigrés, qui seront distribués par lots d’un arpent aux chefs de famille possédant moins d'un arpent de terre, contre une rente de 5 % de la valeur du bien. Cet embryon de réforme agraire est modifié par la loi du 13 septembre, qui le remplace par l'attribution de bons de 500 livres aux patriotes indigents et aux défenseurs de la patrie
- 25 juillet : décret instaurant les modalités de vente des biens des émigrés, selon les dispositions du décret de mai 1790.
- 22 novembre : décret imposant le morcellement des biens nationaux.
- 28 décembre 1793 : loi mettant à disposition de la Nation les biens mobiliers et immobiliers confisqués aux individus considérés comme ennemis de la Révolution, c'est-à-dire les émigrés et fugitifs, les prêtres réfractaires, les déportés et détenus, les condamnés à mort, les étrangers ressortissants des pays ennemis.

## Mise à disposition de la Nation des biens du clergé

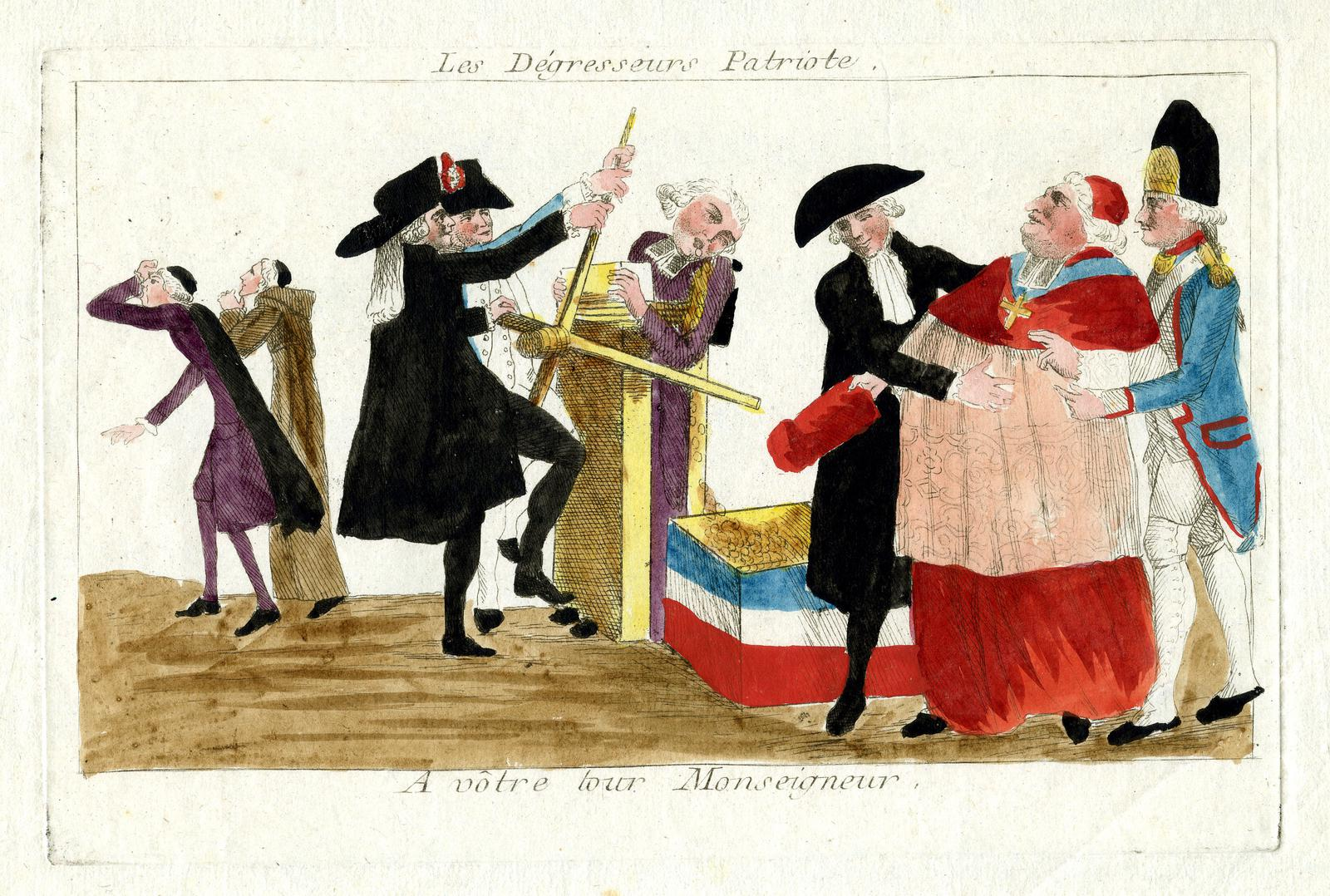
Caricature de 1789 : Les Dégraisseurs Patriote [sic]. A votre tour Monseigneur.

La France en cette fin de siècle est au bord de la banqueroute (le déficit est de 61 millions de livres) et ne trouve plus de solution à la crise. Les créanciers de l’État sont aux abois. Paris a faim.
Le 10 octobre 1789, Talleyrand, en sa qualité d'évêque d'Autun dépose une motion auprès de l'Assemblée constituante, qui propose de nationaliser et vendre les biens de l'Église pour renflouer les caisses de l'État : le clergé dit-il, « n'est pas propriétaire à l'instar des autres propriétaires , puisque les biens dont il jouit et dont il ne peut disposer ont été donnés , non pour l'intérêt des personnes, mais pour le service des fonctions ». La nation, dit-il, principalement dans une détresse générale, peut, sans injustice, disposer des biens des différentes communautés religieuses qu'elle croira devoir supprimer, en assurant à chacun des religieux vivants le moyen de subsister, faire tourner à son profit le revenu de tous les bénéfices sans fonctions, réduire dans une proportion quelconque les revenus actuels des titulaires, lorsqu'ils excéderont telle ou telle somme, en se chargeant d'une partie des obligations dont ces biens ont été frappés dans le principe. La nation pourrait toujours selon Talleyrand en assurant au clergé les deux tiers du revenu ecclésiastique, disposer légitimement de la totalité des biens ecclésiastiques, fonds et dîmes. Le revenu total du clergé pouvant être estimé à 150 millions, 80 en dîmes, et 90 en biens-fonds, 100 millions réductibles par des extinctions successives à 80 ou 85, seraient assurés au clergé sur les premiers revenus de l’État… Tous les biens-fonds du clergé seraient mis en vente et le produit de ces ventes serait destiné à rembourser les dettes publiques. Le plan de Talleyrand prévoit de doter d'une manière suffisante le clergé; éteindre 50 millions de rentes viagères, éteindre 60 de perpétuelles, détruire, par le moyen de ces extinctions, toute espèce de déficit, le reste de la gabelle, la vénalité des charges, et en exécuter le remboursement et enfin, composer une caisse d'amortissement, telle que les décimables les moins aisés puissent incessamment être soulagés, et qu'au bout d'un très-petit nombre d'années, tous les décimables, sans exception, puissent être entièrement affranchis de la dîme.
Cette confiscation des biens immobiliers appartenant à l'Église, et par la suite ceux appartenant aux émigrés, a donc objectif de permettre le remboursement des emprunts contractés par l'État, au moment où leur négociation est sévèrement réglementée à la Bourse.
En outre, cette confiscation satisfait ceux qui veulent affaiblir l'Église en la privant de sa puissance foncière et le parti janséniste qui voudrait la voir revenir à la pauvreté évangélique. Elle s'assortira de l'interdiction des vœux religieux, de la suppression des congrégations ecclésiastiques et sera le prélude aux persécutions dont le clergé sera victime durant la Terreur.
Par le décret du 2 novembre 1789 les biens du clergé de l'Église sont mis à la disposition de la Nation. Adossés aux biens nationaux, sont créés les assignats.
La croyance en les Terreurs de l'an mille, très vivace au moment de la Révolution, réfutée par les historiens depuis la seconde moitié du XXe siècle, a été reprise au moment de la confiscation des biens du clergé pour faire croire que les soi-disant paniques de l'an mille devant la fin du monde toute proche avaient été orchestrées par les prêtres et les moines pour convaincre les fidèles de se laver de leurs péchés, mais surtout de se débarrasser de leurs biens terrestres par de larges dons aux monastères. Un pamphlet anonyme publié en 1789 et intitulé le Diable dans l'eau bénite ou l'iniquité retombant sur elle-même prétendait démonter le mécanisme psychologique mis en place par les religieux de l'époque pour effrayer les populations et provoquer ces mouvements de panique. Il devenait ainsi légitime de rendre tous ces biens fonciers au peuple qui en avait été dépossédé par une ignoble supercherie.
Il faut pour une classification distinguer les biens ecclésiastiques, dits de première origine, auxquels on peut rattacher les biens des presbytères et ceux des hospices ; les biens des émigrés ou de deuxième origine; enfin les biens de la liste civile, domaines du roi et domaines engagés, auxquels on peut annexer les droits féodaux et dîmes inféodées, les droits corporels et incorporels, les droits actifs et passifs. Des estimations récentes on montré que 6 % à 6,5 % du sol national ont changé de mains, inférieur à celui qu'on avance généralement, et correspondant à l'estimation superficielle des propriétés ecclésiastiques déterminée par Lecarpentier.

## Aliénation des biens nationaux
La vente des biens nationaux faisait partie de la motion de Talleyrand déposée auprès de l'Assemblée constituante, le 10 octobre 1789. La loi du 2 novembre 1789 met les biens ecclésiastiques à la disposition de la nation. La loi du 21 décembre 1789, et enfin celle du 9 juillet 1790 qui décide de la vente d'abord pour 400 millions de biens nationaux, puis la vente totale de ces biens.
La propriété de l’Église a été absorbée presque tout entière en quelques mois en 1790, en 1791 et 1792 et comme cette propriété était multiple et disséminée, comme il n’y avait presque pas de village, de hameau où l’abbaye, la cure, le prieuré, le bénéfice n’eussent quelque pré, quelque bois, quelque vigne, quelque terre ou quelque étang, il n’y a pas un point de la France rurale qui n’ait été touché par cette immense opération.
Politiquement, la vente des biens nationaux aboutit à un transfert massif des propriétés et donc du pouvoir, de la noblesse et l'Église vers la bourgeoisie. Bien qu’à aucun moment les lois et décrets votés ne mettent réellement en place une réforme agraire, celle-ci est parfois appliquée localement, en allant au-delà des dispositions de la loi. De fait et en dépit des déclarations d'intentions, il ne s'agit pas d'une redistribution destinée au peuple et il n'a jamais été envisagé de donner à ceux qui les tenaient comme censitaires, comme fermiers, comme métayers ou comme locataires, les domaines fonciers ou immobiliers confisqués aux ordres religieux, aux communautés urbaines ou rurales et aux émigrés. Ces biens étaient par principe acquis et destinés aux particuliers, nombreux à l'Assemblée nationale, qui possédaient une créance sur l'État.
L'opération consiste en une machine à rouages gigantesques qui fonctionnait uniformément dans 83 départements et 548 districts : municipalités, agents nationaux, préposés de la régie, les opérations relatives à la vente des biens nationaux, en raison même de leur diversité, et de l'enchevêtrement des pouvoirs et des services, sont comme une expédition très vaste et très compliquée chapeauté au plus haut niveau par le « comité d'aliénation des biens nationaux » (17 mars 1790), comportant huit membres, portés ensuite à douze.

### Historiographie de l'aliénation des biens nationaux
L'aliénation des biens nationaux est un thème historiographique qui a passionné les historiens depuis deux siècles, donnant lieu une bibliographie abondante (850 titres). Des origines à Jean Jaurès : les « primitifs » de l'étude des biens nationaux en passant par les premières études fondées sur les procès verbaux de vente, les précurseurs de l'étude quantitative, d'Ivan Loutchisky à la « Commission Jaurès », l'apport déterminant de Georges Lefebvre et de ses successeurs, l’« École Soboul » et le renouveau de la Commission Jaurès. Les travaux récents consacrés aux biens nationaux employant de nouvelles méthodes de dépouillement utilisant l'informatique en appui de la statistique (Bernard Bodinier et Éric Teyssier), les historiens ont dû à chaque fois affronter des archives abondantes et une législation complexe.
Si la mise à disposition des biens du clergé et la loi qui confirme l'aliénation des biens ont été abondement commentés par les révolutionnaires, sujet sulfureux, la vente elle-même, les conditions dans lesquelles elle s'est accomplie et les résultats qu'elle a donnés sont passés sous silence.

## Résultats
Alexis de Tocqueville, étudiant la vente des biens nationaux, constate que la plupart des terres ecclésiastiques avaient été achetées « par des gens qui en portaient « déjà », de sorte, concluait-il a que le nombre des propriétaires s'est bien moins accru qu'on ne l'imagine ». Et il ajoutait : « L'extrême division de la propriété est un fait bien antérieur à la Révolution française ». Dans le département de Seine-et-Marne, les constatations de Boris Minzès sont identiques : les acquéreurs étaient en grande partie des bourgeois, commerçants, industriels, banquiers, avocats, hommes de loi, et à tout prendre, la vente des biens nationaux n'avait pas sensiblement modifié la répartition de la propriété foncière. La proportion des achats faits par les bourgeois en Seine-et-Oise, dans le voisinage de Versailles et de Paris est extrême et il faut la contrebalancer par le « prodigieux fourmillement des ventes » décrit par Lucien Guillemaut pour Louhans, où l'on trouve artisans, laboureurs et de nombreux curés dans leur paroisse, etc..
La vente « des biens nationaux n'eut d'autre résultat que de les faire tomber en majeure partie aux mains de la bourgeoisie déjà riche en terres ; elle permit aussi à quelques gros cultivateurs de devenir propriétaires des fermes qu'auparavant ils louaient et à quelques artisans de villages et de bourgs d'acheter un petit champ ou une « masure ».

### Nord de la France
On compte une trentaine de nordistes (Lille, Dunkerque, et Douai) qui s'octroient 3 092 ha de biens nationaux soit une superficie égale à celle acquise par les Parisiens. Les plus grands acquéreurs sont les familles Virnot, Paulée et Delannoy. Urbain Dominique Virnot, bourgeois par relief, salineur, négociant en épicerie, changeur et consul de Lille compte parmi les tout premiers négociants de biens nationaux puisqu'on en trouve sa trace le 5 janvier 1791. Il poursuit ses achats en nom propre jusqu'au 27 février 1793. Il se trouve alors à la tête de deux maisons à Lille et 310 ha de terre. Après sa mort survenue en 1794 au fort de Condé sur Escault, comme otage des autrichiens, sa veuve poursuit les achats au nom de la communauté qu'elle forme avec ses enfants (96 ha à Ruesnes avec le château), le fils Pierre Urbain est déclaré 24 juin 1798 propriétaire à titre personnel des 111 ha de l'abbaye Notre-Dame de Loos avec église, basse-cour, draperie et dépendances. La faillite de la maison Virnot en 1810 fait apparaître 1 436 ha de bien d'origine nationale. Les 416 ha achetés directement ne forment qu'une petite part des biens nationaux effectivement possédé, le reste provenant du marché gris faisant intervenir intermédiaires et prête-noms.
Dans le Boulonnais, l'abbaye de Beaulieu de Ferques est aliénée à la paysannerie aisée qui a la gestion du domaine. Louis Coze et ses fils acquièrent le domaine pour la somme de 51 500 francs, le 11 mai 1791; la transaction fait apparaître une fraude sur la superficie du domaine (180 mesures déclarées par le laboureur pour 270 mesurées) ainsi que d'autre vices de forme imputables au district qui ne trouveront pas d'écho auprès de l'assemblée nationale plongée dans la tourmente de la Révolution, au grand dam de la municipalité.
Dans la Somme, le négociant amiénois Louis François Jean Baptiste Dottin achète, à lui seul, trois importants domaines fonciers et nobiliaires avec le château d'Essertaux, le château du Quesnoy sur Airaines et le château d'Oissy. Il jouira sous le premier Empire, de la deuxième fortune du département.

### Belgique
En Belgique, l'aliénation des biens nationaux ne commence qu'à la fin de 1796, c’est-à-dire après la promulgation, dans les départements réunis, de la loi supprimant les corporations religieuses et autres. Il y a eu des ventes dès 1794, mais elles ne s'appliquent, à ce moment, qu'aux biens possédés en Belgique par des établissements ecclésiastiques ou par des émigrés de nationalité française. Les biens d'origine belge vendus depuis 1796 sont presque exclusivement des biens ecclésiastiques. Les actes mentionnent à peine des biens d’émigrés. Ceci se comprend quand on constate que l'émigration proprement dite n'a pas existé en Belgique. Les nobles et les propriétaires qui avaient quitté le pays en 1794 sont presque tous rentrés de très bonne heure. Au début, les acheteurs sont surtout d'anciens moines utilisant les bons qu’ils ont reçus du gouvernement républicain au moment de leur sécularisation, à l'acquisition des terres, que la plupart d'entre eux se proposent de restituer plus tard. On trouve ensuite des notaires ou des hommes d'affaires agissant comme intermédiaires pour des clients anonymes, et enfin des spéculateurs étrangers : la compagnie Paulée, de Paris, des gens du département du Nord, des Suisses de Genève, de Berne, de Lausanne, des habitants d’Amsterdam, etc. Les paysans paraissent s'être abstenus complètement. La cause de cette abstention doit être cherchée sans contredit dans les scrupules religieux qui les empêchèrent de s'approprier des terres dont la confiscation leur apparaissait comme une monstrueuse impiété.
À partir du coup d'État du 18 Brumaire, la confiance plus grande dans la stabilité du régime augmente la hardiesse et le nombre des amateurs. Des industriels, comme Liévin Bauwens à Gand et bien d'autres se font adjuger des bâtiments conventuels qu'ils transforment en ateliers. La Compagnie Suzanne composée de l’agent d’affaires neuchâtelois, Jean Johannot, le banquier gantois Cornil Marin Beths, Liévin Bauwens et le membre du Conseil des Cinq-Cents, Nicolas-Melchior Bonaventure acquièrent entre autres le couvent des Bénédictines et 41 maisons à Bruxelles.
L'aliénation des biens nationaux a servi à consolider le régime nouveau introduit par la conquête française. Les acheteurs de biens nationaux, voyant en lui la garantie de leurs acquisitions, en ont été les plus fermes appuis. Il est piquant de constater qu'après 1815, dans le Royaume des Pays-Bas, c’est parmi eux que la politique anticléricale du roi Guillaume recrutera ses partisans les plus convaincus.

### Reconversions dans l'industrie textile
Une partie des biens confisqués aux nobles ou à l'Église, parmi lesquels plusieurs abbayes de l'ordre cistercien, a été transformée en usines de coton, ce qui a rapidement fait de la France le premier producteur textile d'Europe, s'approvisionnant au Brésil, via le Portugal. Ces investissements ont permis de résister à la concurrence britannique causée par le succès des premiers entrepreneurs du coton britannique, dont les inventions comme la mule-jenny avaient multiplié par 140 la productivité. Les guerres de la Révolution française et de Bonaparte ont parallèlement suscité un besoin de textiles pour habiller les armées. Mais l'émigration au Brésil de la famille royale portugaise, en 1807, pour fuir les armées françaises, a déclenché des mesures de rétorsion contre la France, privée du coton brésilien, se traduisant par la plus terrible pénurie de l'histoire de la culture du coton. Cette pénurie a pris fin après l'Alabama fever de 1816 et le développement en Égypte du coton Jumel, apparu sur le marché mondial en 1821. La matière première redevenant abordable dans les années 1820, plusieurs sites reconvertis en bien national reviennent à la production de coton.
Parmi les sites confisqués et transformés en usines textiles, bon nombre se situent dans des départements qui vivront une industrialisation textile au XIXe siècle :
- En Haute-Savoie, l’ancien couvent des Clarisses devient la manufacture de coton d'Annecy[18], dirigée par Louis Alexis Jumel, l'inventeur du coton Jumel[19] puis est rachetée en 1828 par l'industriel suisse Jean Gottfried Laeuffer et emploie 1 400 personnes en 1847. Toute proche, la manufacture de coton de Cluses[19], transformée après l'incendie de 1844 en École d'horlogerie de Cluses, sera le point de départ de l'industrie du décolletage en Haute-Savoie. Dans le même département, le château de Faverges est racheté en 1810 par Jean-Pierre Duport, dont la fille épouse Nicolas Blanc, qui investit dans une usine de mousseline. Leur fils, Jules Blanc (baron), fonde une dynastie textile[20].
- L'Oise est particulièrement concernée : le marquis de Travanet a racheté l'abbaye de Royaumont à la Révolution pour y établir une filature de coton opérée par la famille Derolland-Delacoste[21], dont la production fut arrêtée trois ans à partir de 1812[22]. Autre site important, l'abbaye Notre-Dame d'Ourscamp, cistercienne, confisquée en 1792[23] devenue après 1825 l’usine de velours de coton la plus importante du département. Après la Révolution française, elle est récupérée par Maximilien Radix de Sainte-Foix, puis en 1813 par Pierre Toussaint-Delachaussée, qui crée la Société des établissements d’Ourscamp. Toujours en Picardie, le couvent des Capucins de Château-Thierry est vendu comme bien national à Jean-Baptiste Gouge (1772-1843) qui en fait une filature de coton[24], au 24 rue des Capucins, dans l’actuel collège Jean-Racine[25].
- Dans l'Aube, qui comme la Picardie connaîtra un grand avenir textile, les domaines du moulinet, à Pont-Sainte-Marie, près de Troyes, sont vendus comme bien national à plus de 400 acquéreurs.
- Dans les Vosges, la « première filature mécanique de coton installée du département »[26] est placée après la Révolution française dans les jardins de l'abbaye Saint-Hydulphe de Moyenmoutier, tandis que sa voisine l'abbaye Saint-Pierre de Senones voit également l'implantation d'un procédé créé par John Heywood en 1806. Les deux usines seront plus tard acquises par Marcel Boussac.
- En Alsace, dans le bassin textile de Mulhouse, Jean Haeffely installe en 1807 dans le château de Pfastatt une fabrique de blanchiment des tissus de coton[27], tandis qu'Hartmann Risler fonde la manufacture éponyme, dans le couvent de la commanderie des chevaliers teutoniques de Rixheim, racheté en 1797 au politicien et spéculateur Jean Struch, qui l'avait acquis de l'ordre Teutonique[27].
- Dans la Loire, le couvent des Récollets de Saint-Germain-Laval, à Saint-Germain-Laval, est acheté aux enchères en 1792 par l'industriel Barthélémy Chaverondier (1761-1839)[28], père de l'historien Auguste Chaverondier (1820-1891)[29], qui installe ses machines à filer le coton dans le couvent[30]. L'usine emménagera ensuite à Roanne.
- En Saône-et-Loire, l'immense abbaye de La Ferté n'abrite plus que 14 moines à la Révolution française. L’ensemble est vendu comme bien national en 1791 à Jean-Marie et Joseph Passaut, maîtres de poste à Sennecey[31], qui le revendirent trois jours plus tard à Jean-Baptiste Humblot, négociant en toile et fabricant à Villefranche-sur-Saône, par ailleurs député du tiers état. Celui-ci paie 365 388 livres, dont 303 525 livres reversées au district de Chalon-sur-Saône[32]. Les frères Passaut empochent 61 863 livres de plus-values en trois jours, du 17 au 20 juin. Le personnel, en partie féminin, de la filature de coton est installé dans les dépendances[33]. Arnould Humblot-Conté en hérite en 1809 et la développe. Futur actionnaire de la compagnie du chemin de fer de Saint-Étienne à Lyon, époux d'Hélène Conté[34], héritière de la manufacture de crayons « comte-gilbert », ce maire de Saint-Ambreuil et député libéral de 1820 à 1824 et de 1827 à 1831, discute à l'assemblée de l'âge limite et de la durée de travail pour les enfants[35].
- En Belgique, alors annexée par la France, le couvent de Royghem, près de Gand, est adjugé comme bien national le 27 juin 1799, pour 300 000 livres, à Liévin Bauwens qui y établit une filature de coton, puis en ouvre une deuxième en 1800 à Paris. En 1796 les prémontrés sont chassés de l’abbaye de Tronchiennes, rachetée par le même Liévin Bauwens, pour installer en 1804 une filature de coton, appelée à faire faillite trente ans après. La même année, l'abbaye de la Cambre à Ixelles change trois fois de mains et devient fabrique de betteraves puis de coton[36],[15].
- Dans la Haute-Marne, l'abbaye d'Auberive est rachetée par Abel François Nicolas Caroillon de Vandeul, gendre de Denis Diderot, qui installe une filature de coton dans l'aile est entre 1797 et 1807, année où elle périclite, l'obligeant à la transformer en résidence.
- En Mayenne, l'abbaye de Fontaine-Daniel reste utilisée pour la fabrication des Toiles de Mayenne.

D'autres départements, moins marqués par le textile, ont aussi compté de nombreux biens nationaux :
- En Côte-d'Or, le château d'Arnay-le-Duc, des Princes de Condé, devient usine textile puis cède la place, de 1865 à 1957, à la manufacture de limes râpes et outils Proutat-Michot-Thomeret, primée aux expositions universelles de Paris et Londres.
- Dans le Var, à La Ciotat, Louis Benet (1805-1877)[37] reprend une filature de soie et coton, situé dans l’ancien couvent des Bernardines de La Ciotat, mis en adjudication le 4 septembre 1792[38], où il installe l'un des premiers chantiers navals français fabriquant des navires à vapeur, en 1835.
- Dans la Manche, l'abbaye de La Lucerne est également vendue comme bien national en 1790 puis achetée par Louis-Julien Gallien, négociant-armateur à Granville, qui installe dans l'église abbatiale une filature de coton en 1794.
- En Haute-Saône, pendant la première moitié du XIXe siècle, une importante filature de coton a fonctionné dans l'abbaye de l'ordre de Cîteaux d’Adelans-et-le-Val-de-Bithaine.
- Dans l'Hérault, à la Révolution française, six moines vivent dans l'abbaye de Saint-Guilhem-le-Désert. Une filature de coton les déloge. Le cloître, vendu à un maçon, sert de carrière de pierre[39].
- En Eure-et-Loir, l’abbaye Notre-Dame de Bonneval, cistercienne aussi, est vendue comme bien national à Julien Balleux, ancien maître de poste, pour devenir en 1793 une filature de coton fondée par Pierre Dutartre[40], négociant à Paris, puis une colonie agricole pour enfants abandonnés, un asile et finalement un hôpital.
- Dans l'Eure, l'abbaye Notre-Dame de Fontaine-Guérard voit sa dernière abbesse, Marie Madeleine-Éléonore du Bosc de Radepont, se retirer dans sa famille à Radepont en 1790. Le 12 mars 1792, François Guéroult, l'acquéreur, crée une vaste filature de coton, revendue en 1822, 30 ans après, au baron Levavasseur, propriétaire de nombreuses filatures en Normandie[41], qui en fait la filature Levavasseur. En 1821, François Guéroult détenait à Pont-Saint-Pierre deux filatures de chanvre et de laine[42].

### Spéculation et vandalisme

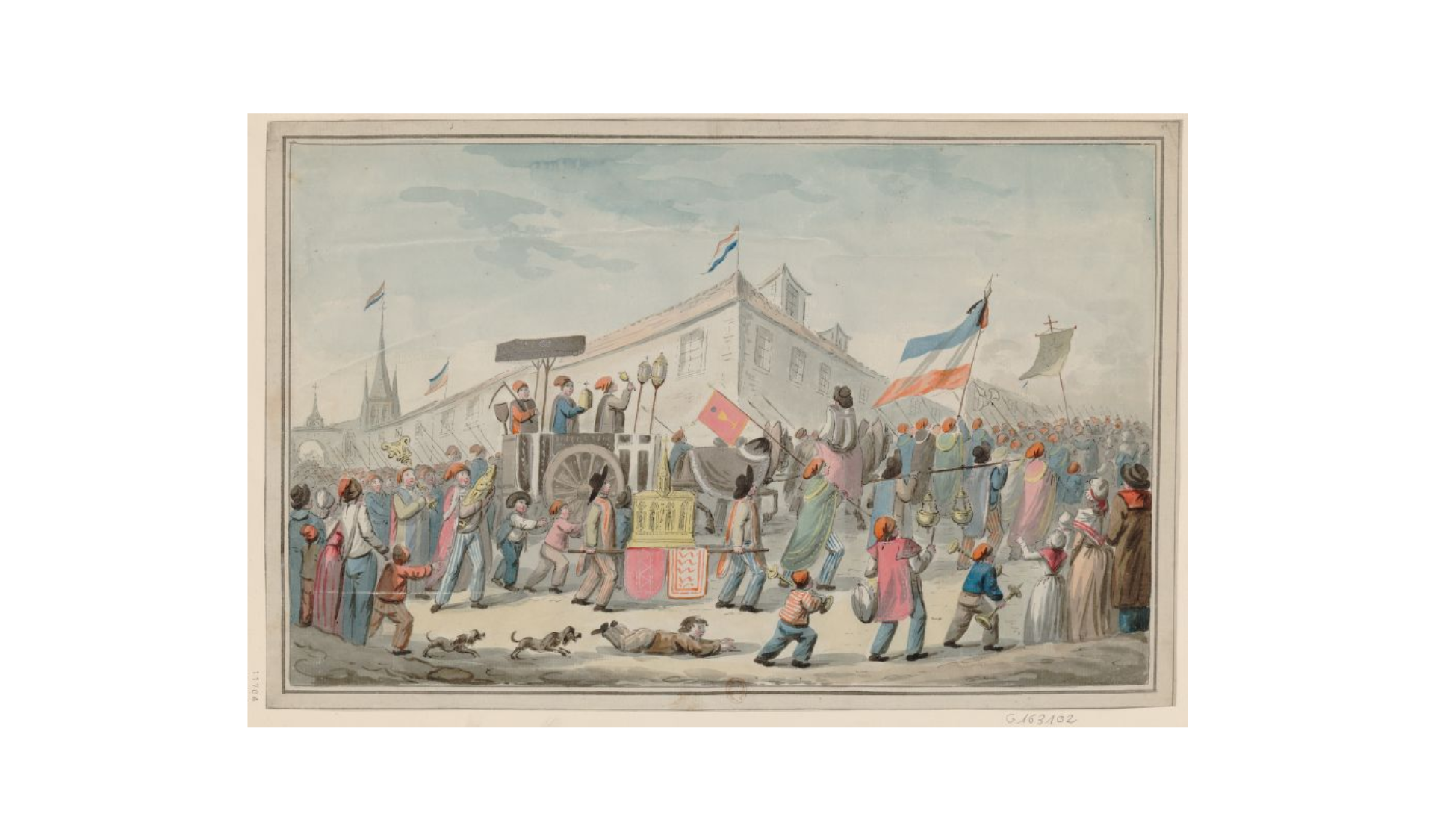
Procession burlesque de révolutionnaires chargés d'objets de culte, avec un corbillard et deux hommes portant une châsse, 1793.

Les moins chanceux des édifices vendus comme bien nationaux sont purement et simplement démolis, généralement dans le but de vendre leurs matériaux pour les réemployer. C'est ainsi que de nombreux édifices civils ou religieux disparaissent alors, en tout ou en partie. Les acquéreurs lors de ces ventes sont souvent désignés par l'expression Bande noire.
Dans la Somme, l'abbaye de Selincourt, avec sa vaste abbatiale, est complètement rasée à la suite de sa vente comme bien national. Non loin de là, le château d'Orival ou celui de Pendé, biens d'émigrés, connaissent le même sort, malgré les plaintes de la population locale.
Près de Rouen, l'abbatiale de Jumièges, les bâtiments conventuels de l'abbaye de Saint-Georges de Boscherville, le château de La Londe, reconstruit à neuf dans les années 1740, sont réduits à l'état de vestiges.
Dans la Manche, l'abbaye de Hambye, l'abbaye de Montmorel, l'abbaye de Savigny sont réduites à l'état de ruines. À Chantilly, le grand château est rasé ; le parc est, en grande partie, loti.
En Saône-et-Loire, la grande abbatiale de Cluny, Cluny III, fut quasi intégralement démantelée. Pour en faciliter la vente, l'ensemble est divisé en quatre lots par Pierre Jean Guillemot, ingénieur en chef du département. Ce partage, qui implique le percement d'une rue nord-sud coupant l'abbatiale en deux, signe l'arrêt de mort de la Maior Ecclesia. L'édifice et ses terrains sont finalement achetés le 21 avril 1798 par un groupe de 4 marchands. Les propriétaires rentabiliseront leur achat en utilisant l'église comme une carrière : les démolitions débutent le 6 juillet 1798. Plusieurs tentatives de sauvetage ont cependant lieu, notamment à l'initiative du maire de Cluny qui en appelle au Préfet de Mâcon et au Ministre de l'Intérieur, Jean-Antoine Chaptal, lequel tente de mettre un terme aux démolitions à deux reprises entre 1800 et 1801. Avertis de la décision du ministre prise le 3 juin 1801, les démolisseurs se hâtent de porter un coup fatal à l'édifice avant la publication de l'arrêté préfectoral, le 10 juin : la destruction des voûtes du 6 au 9 juin 1801 constitue ainsi un point de non retour. D'autres tentatives auront lieu en 1805 puis en 1809, en vain. De 1798 à 1823, Cluny III sera démolie pierre par pierre, au rythme des besoins du marché. Seul 8 % de l'édifice sera finalement sauvé.
Dans les grandes villes, de nombreuses paroisses sont supprimées et les moins chanceuses des églises sont abattues, dès leur vente comme bien national. D'autres le sont seulement après avoir servi durant quelques années à des usages divers, sans lien avec le culte. À Paris, l'église Saint-André-des-Arts, l'église Saint-Paul-des-Champs, l'église Saint-Jean-en-Grève, parmi de nombreuses autres, disparaissent de cette manière.
Les bouleversements patrimoniaux entraînés par la Révolution et notamment par les ventes de biens nationaux, amènent l'apparition de la notion de Vandalisme, popularisée pendant la Terreur par l'Abbé Grégoire lui-même.
Les saisies révolutionnaires portent non seulement sur les biens immobiliers, mais aussi sur leur contenu, en particulier les œuvres d'art. C'est à cette époque que sont dispersées aux enchères de nombreuses œuvres, dont certaines prennent le chemin de l'étranger.
De nombreux acquéreurs de biens nationaux spéculent sur l'insécurité provoquée par le régime de Terreur, pour acquérir au moindre coût des biens confisqués, qu'ils payent, au surplus, à tempérament et en assignats, dont l'inflation déprécie rapidement la valeur. C'est de cette manière que le futur philosophe Claude-Henri de Rouvroy de Saint-Simon s'est enrichi. Leur bénéfice est ainsi augmenté.

## Indemnisation
Concernant la vente des biens nationaux de première origine (biens ecclésiastiques), il n'y a pas eu « indemnisation » à proprement parler mais des tentatives de compensation sous forme de salarisation du clergé, qui n'ont pas abouti.
- Le décret du 2 novembre 1789 prévoit que l'État pourvoit, « d'une manière convenable, aux frais du culte, à l'entretien de ses ministres… ». Cette disposition est abolie cinq ans plus tard par la loi du 3 ventôse an III (21 février 1795) qui précise que la République ne salarie aucun culte.
- Dans la négociation du concordat signé avec l'Église catholique le 15 juillet 1801, Bonaparte s'oppose à la restitution des biens vendus, solution politiquement et matériellement difficile à envisager. En compensation, plutôt que d’une réparation forfaitaire, il est convenu que l'État salarie les membres du clergé séculier, comme cela était prévu, à l'origine, dans le décret du 2 novembre 1789, et que les communes assurent l'entretien des lieux de culte paroissial.

Concernant la vente des biens nationaux de deuxième origine (biens d'émigrés), la loi dite « du milliard aux émigrés », votée en 1825, a pour objectif d'indemniser les victimes de spoliations révolutionnaires.
En 1825, le bénéfice tiré en capital par l'État des ventes de biens d'émigrés (biens de "seconde origine" seuls) est estimé à 1,5 milliard de francs, sans prendre en compte la perte de revenus subie durant la trentaine d'années écoulées depuis la Terreur. En pratique, l'indemnisation ne montera qu'à quelque 600 millions de francs, un montant loin de compenser le préjudice subi en perte de capital et en perte de revenu.

## Réactions hostiles
Les acheteurs des biens nationaux sont la cible privilégiée des chouanneries, beaucoup dans le Domfrontais.
À Saint-Paul-Mont-Penit, la population se révolte. À Oberschaeffolsheim, les villageois s'abstinrent de procéder à la vente.

## Liste de personnages célèbres acquéreurs de biens nationaux
- Voir l'article Bande noire (Révolution)
- Antoine Merlin de Thionville, député ;
- Antoine de Mailly, député à l’Assemblée constituante[8] ;
- Louis Gabriel Philibert Debranges, ancien maire de Louhans[8] ;
- Liévin Bauwens, industriel ;
- Saint-Simon, philosophe: associé au franco-prussien comte Jean Sigismond Ehrenreich de Redern Bernsdorf, ambassadeur de Prusse à Londres, Saint-Simon se jette avec résolution dans une activité de spéculation sur les bien nationaux qui impliquait la plus grande confiance dans le triomphe final de la révolution française[46]. Il acheta tous les biens nationaux du département de l'Orne. Dans ses vastes acquisitions se trouvèrent compris les domaines du prieuré de l'abbé Maury ainsi que l'hôtel des fermes de la Rue du Bouloi à Paris. Ses démêlés avec de Redern en 1797, au sujet des 80 000 livres de rentes, produit de l’entreprise, sont certains[47]. Georges Weill mentionne une lettre du futur philosophe qui est décisive quant au fait sinon quant à l’importance des acquisitions réalisées par les associés. L’hôtel des Fermes, où s’installèrent luxueusement les deux amis, était un bien national[48]. Désargenté avant la révolution, il devient un très riche entrepreneur[49]. « Je désirais la fortune seulement comme moyen - dit il dans les fragments autobiographiques qu'il a laissés - organiser un grand établissement d'industrie, fonder une école scientifique de perfectionnement, contribuer en un mot aux progrès des lumières et à l'amélioration du sort de l'humanité, tels étaient les véritables objets de mon ambition »[46]. Ses relations étroites avec le diplomate prussien le rendirent bientôt suspect au gouvernement révolutionnaire. Il fut enfermé à Sainte-Pélagie puis au Luxembourg et il ne sortit de prison qu'après le 9 thermidor. Saint Simon suivit avec ardeur et succès ses spéculations financières jusqu'en 1797[46] ;
- Jean-Baptiste Petit de Bryas, homme politique et agriculteur. « Le rôle joué dans l'économie rurale par les grands acheteurs locaux de biens nationaux, en raison de l'étendue de leurs exploitations agricoles et de la réelle compétence de ces agriculteurs, a été considérable[50]. » de Redern a acheté par ailleurs le château de flers, bien d'émigré, en 1806.
- Quatre Constituants du Tiers apparaissent dans la liste des acquéreurs, Eugène Constant Joseph César Gossuin, frère de Louis Marie Joseph Gossuin, membre du comité d'aliénation des bien nationaux; Henri Bernard Delattre de Balzaert, Antoine Charles Joseph Mortier, père du maréchal d'Empire, Édouard Mortier, et Philippe-Antoine Merlin de Douai. Le patrimoine foncier de ce dernier passe de 5 ha à la veille de la révolution à 947 ha en 1811[7].
- L'arrière-grand-père de Vitalie Rimbaud a été mêlé en 1791 à des arrangements, lors des ventes de biens nationaux, orchestrés par Paul Robert, notaire et maire de Voncq (le frère du futur député conventionnel Michel Robert). Aidé de ce notaire, il a tenté d'acquérir à bas prix le domaine de Fontenille, autre bien national vendu aux enchères, mais a été bloqué par un enchérisseur. Il s'est rabattu sur d'autres opportunités, mais l'affaire a laissé localement des rancunes tenaces entre familles et est évoqué avec aigreur par Vitalie en 1898, soit 107 ans après les faits, dans une lettre à sa fille Isabelle[51].
- Dominique Labroise